# Hans von Ponickau
Hans Georg von Ponickau (* 1508; † 15. Februar 1573 in Pomßen) Gutsherr auf Pomßen, war ein sächsischer Politiker im Dienste des ernestinischen Kurfürsten Johann Friedrich des Großmütigen, der nach der Wittenberger Kapitulation von 1547 in das albertinische Lager wechselte und seitdem für die Kurfürsten Moritz und August von Sachsen arbeitete.

## Leben
Er entstammte einem meißnischen Adelsgeschlecht (siehe hierzu: Ponickau (Adelsgeschlecht)) und war der Sohn des Jakob von Ponickau (* um 1470; † vor 1529) und der Elisabeth von Carlowitz (* etwa 1485) aus Elstra bei Bautzen. Ponickau wirkte unter Johann Friedrich dem Großmütigen als kursächsischer Rat und Kämmerer. In dessen Auftrag schlichtete er 1536 einen Streit zwischen evangelisch gewordenen Adligen im albertinischen Sachsen und ihrem katholischen Landesherren Georg dem Bärtigen. Ebenso konnte Ponickau, einerseits im Zusammenwirken mit dem albertinischen Rat Georg von Carlowitz, andererseits mit tatkräftiger Unterstützung des hessischen Landgrafen Philipp des Großmütigen, die zu Ostern 1542 ausgebrochenen Feindseligkeiten zwischen den beiden wettinischen Linien um das Amt Wurzen („Wurzener Fehde“) beenden.
Während des Schmalkaldischen Krieges konnte Ponickau im Frühjahr 1547 das albertinische Freiberg einnehmen. Da der kursächsische Generalfeldmarschall Wolf von Schönberg (1518–1584) infolge einer schweren Verletzung für eine weitere Kriegsführung ausfiel, übertrug Kurfürst Johann Friedrich am 24. April 1547 seinem militärisch unerfahrenen Kämmerer den Oberbefehl über das ernestinische Heer. Ponickau erkannte sofort die desolate Situation der kursächsischen Truppen vor Mühlberg und befahl diesen den sofortigen Rückzug in Richtung Lochauer Heide. Allerdings fand der Rückzug überstürzt statt und die Fußtruppen, Kanoniere und Reiter des Schmalkaldischen Bundes behinderten sich gegenseitig am raschen Fortkommen. Des Weiteren fehlten Ponickau und seinen Offizieren geländekundige Führer, so dass es dem nachrückenden kaiserlichen Heer leichtfiel, die verbliebenen schmalkaldischen Truppen zu besiegen.
Nach der Niederlage des Schmalkaldischen Bundes in der Schlacht bei Mühlberg floh Ponickau nach Wittenberg. Dort musste er sich heftigen Vorwürfen des inzwischen entmachteten ernestinischen Kurfürsten erwehren, der seinem Oberbefehlshaber die alleinige Verantwortung für das erlittene Debakel aufbürdete.
Daraufhin wechselte Ponickau in die Dienste des neuen Kurfürsten Moritz. Er diente ihm als Amtshauptmann von Grimma und Leipzig, beteiligte sich an die Abfassung des Naumburger Vertrages, den schließlich Ernestiner und Albertiner 1554 unterzeichneten und verfasste 1570 in Zusammenarbeit mit anderen kurfürstlichen Räten die neue Bergordnung von Freiberg.